# Troy Loney
Troy Ayne Loney, född 21 september 1963, är en kanadensisk före detta professionell ishockeyforward som tillbringade tolv säsonger i den nordamerikanska ishockeyligan National Hockey League (NHL), där han spelade för ishockeyorganisationerna Pittsburgh Penguins, Mighty Ducks of Anaheim, New York Islanders och New York Rangers. Han producerade 197 poäng (87 mål och 110 assists) samt drog på sig 1 091 utvisningsminuter på 624 grundspelsmatcher. Han spelade också på lägre nivåer för Baltimore Skipjacks i American Hockey League (AHL), Muskegon Lumberjacks i International Hockey League (IHL) och Lethbridge Broncos i Western Hockey League (WHL).
Loney draftades i tredje rundan i 1982 års draft av Pittsburgh Penguins som 52:a spelare totalt och vann två raka Stanley Cup med dem för säsongerna 1990-1991 och 1991-1992.
Efter den aktiva spelarkarriären började han arbeta inom den dåvarande apoteksserviceföretaget Catamaran Corporation (ingår idag i Unitedhealth Group), när han slutade där var han en högt uppsatt chef inom koncernen. 2014 köpte Loney och hans fru en del av juniorishockeylaget Youngstown Phantoms och där han blev samtidigt deras VD.

## Statistik
| 1980–1981  | Lethbridge Broncos      | WHL        | 71  | 18 | 13  | 31  | 100  | 9  | 2  | 3  | 5  | 14 |
| 1981–1982  | Lethbridge Broncos      | WHL        | 71  | 26 | 33  | 59  | 152  | 12 | 3  | 3  | 6  | 10 |
| 1982–1983  | Lethbridge Broncos      | WHL        | 72  | 33 | 34  | 67  | 156  | 20 | 10 | 7  | 17 | 43 |
| 1983–1984  | Pittsburgh Penguins     | NHL        | 13  | 0  | 0   | 0   | 9    | —  | —  | —  | —  | —  |
|            | Baltimore Skipjacks     | AHL        | 63  | 18 | 13  | 31  | 147  | 10 | 0  | 2  | 2  | 19 |
| 1984–1985  | Pittsburgh Penguins     | NHL        | 46  | 10 | 8   | 18  | 59   | —  | —  | —  | —  | —  |
|            | Baltimore Skipjacks     | AHL        | 15  | 4  | 2   | 6   | 25   | —  | —  | —  | —  | —  |
| 1985–1986  | Pittsburgh Penguins     | NHL        | 47  | 3  | 9   | 12  | 95   | —  | —  | —  | —  | —  |
|            | Baltimore Skipjacks     | AHL        | 33  | 12 | 11  | 23  | 84   | —  | —  | —  | —  | —  |
| 1986–1987  | Pittsburgh Penguins     | NHL        | 23  | 8  | 7   | 15  | 22   | —  | —  | —  | —  | —  |
|            | Baltimore Skipjacks     | AHL        | 40  | 13 | 14  | 27  | 134  | —  | —  | —  | —  | —  |
| 1987–1988  | Pittsburgh Penguins     | NHL        | 65  | 5  | 13  | 18  | 151  | —  | —  | —  | —  | —  |
| 1988–1989  | Pittsburgh Penguins     | NHL        | 69  | 10 | 6   | 16  | 165  | 11 | 1  | 3  | 4  | 24 |
| 1989–1990  | Pittsburgh Penguins     | NHL        | 67  | 11 | 16  | 27  | 168  | —  | —  | —  | —  | —  |
| 1990–1991  | Pittsburgh Penguins     | NHL        | 44  | 7  | 9   | 16  | 85   | 24 | 2  | 2  | 4  | 41 |
|            | Muskegon Lumberjacks    | IHL        | 2   | 0  | 0   | 0   | 5    | —  | —  | —  | —  | —  |
| 1991–1992  | Pittsburgh Penguins     | NHL        | 76  | 10 | 16  | 26  | 127  | 21 | 4  | 5  | 9  | 32 |
| 1992–1993  | Pittsburgh Penguins     | NHL        | 82  | 5  | 16  | 21  | 99   | 10 | 1  | 4  | 5  | 0  |
| 1993–1994  | Mighty Ducks of Anaheim | NHL        | 62  | 13 | 6   | 19  | 88   | —  | —  | —  | —  | —  |
| 1994–1995  | New York Islanders      | NHL        | 26  | 5  | 4   | 9   | 23   | —  | —  | —  | —  | —  |
|            | New York Rangers        | NHL        | 4   | 0  | 0   | 0   | 0    | 1  | 0  | 0  | 0  | 0  |
| NHL totalt | NHL totalt              | NHL totalt | 624 | 87 | 110 | 197 | 1091 | 67 | 8  | 14 | 22 | 97 |
| AHL totalt | AHL totalt              | AHL totalt | 151 | 47 | 40  | 87  | 390  | 10 | 0  | 2  | 2  | 19 |
| WHL totalt | WHL totalt              | WHL totalt | 214 | 77 | 80  | 157 | 408  | 41 | 15 | 13 | 28 | 67 |